# Scarlett Johansson
Scarlett Ingrid Johansson (født 22. november 1984 i New York City) er en dansk-amerikansk skuespiller. Hun var verdens bedst betalte skuespillerinde i 2018 og 2019. Time Magazine udnævnte hende til en af de 100 mest indflydelsesrige mennesker i verden i 2021. Hendes film har indtjent over 14,3 milliarder dollars på verdensplan. Hun har modtaget forskellige priser, herunder en Tony Award og en British Academy Film Award, foruden nomineringer til to Oscars og fem Golden Globe Awards.
Scarlett Johansson er ikke født i Danmark, men hun har danske rødder. Hendes far er en dansk arkitekt, som flyttede til New York, hvor han mødte Scarlett Johanssons amerikanske mor. Hun optrådte første gang på scenen i et off-Broadway-skuespil som børneskuespiller. Hun fik sin filmdebut i fantasy-komedien North (1994) og fik tidlig anerkendelse for sine roller i Manny & Lo (1996), The Horse Whisperer (1998) og Ghost World (2001). Hun skiftede til voksenroller i 2003 med sine præstationer i Lost in Translation, som vandt hende en BAFTA-pris for bedste skuespillerinde. Hun fortsatte med at vinde ros for at spille en tjener fra det 17. århundrede i Girl with a Pearl Earring (2003), en urolig teenager i A Love Song for Bobby Long (2004) og en forfører i Match Point (2005). Sidstnævnte markerede hendes første samarbejde med Woody Allen, som senere instruerede hende i Scoop (2006) og Vicky Cristina Barcelona (2008). Johanssons andre værker fra denne periode inkluderer The Prestige (2006) og hendes debutalbum Anywhere I Lay My Head (2008) samt efterfølgeren Break Up, som begge kom på Billboard 200.
I 2010 debuterede Johansson på Broadway i en genoplivning af A View from the Bridge, som vandt hende en Tony Award for bedste skuespillerinde, og hun portrætterede Black Widow i Marvel Cinematic Universe-filmen Iron Man 2. Hun gentog rollen i otte film, der førte op til hendes solofilm
Black Widow (2021), hvor hun fik global stjernestatus. I denne periode medvirkede Johansson i science fiction-filmene Her (2013), Under the Skin (2013) og Lucy (2014). Hun modtog to samtidige Oscar-nomineringer – bedste kvindelige hovedrolle og bedste kvindelige birolle – for de respektive roller som en skuespillerinde, der gennemgår en skilsmisse i dramaet Marriage Story (2019) og en enlig mor i Nazityskland i satiren Jojo Rabbit (2019), hvor hun blev en af de få skuespillere, der opnåede denne bedrift.
Hun er blevet mærket et sexsymbol og er blevet omtalt som en af verdens mest attraktive kvinder af forskellige medier. Hun støtter flere velgørende formål. Hun blev skilt fra skuespilleren Ryan Reynolds i 2011 og forretningsmanden Romain Dauriac i 2017. Johansson har været gift med komikeren Colin Jost siden 2020. Hun har to børn, et med Dauriac og et andet med Jost.

## Tidligt liv
Scarlett Ingrid Johansson blev født den 22. november 1984 i bydelen Manhattan i New York City. Hendes far, Karsten Olaf Johansson, er en arkitekt fra København. Hendes farfar, Ejner Johansson, var kunsthistoriker, manuskriptforfatter og filminstruktør. Hendes mor, Melanie Sloan, har arbejdet som producer; hun kommer fra en ashkenazisk jødisk familie, der flygtede fra Polen og Rusland, oprindeligt med tilnavnet Schlamberg. Hun har en ældre søster, Vanessa der også er skuespiller; en ældre bror, Adrian; og en tvillingebror, Hunter. Hun har også en ældre halvbror, Christian, fra sin fars første ægteskab. Scarlett har dobbelt amerikansk og dansk statsborgerskab.
Johansson gik på PS 41, en folkeskole i Greenwich Village på Manhattan. Hendes forældre blev skilt, da hun var tretten. Hun var særlig tæt på sin mormor, Dorothy Sloan, en bogholder og skolelærer; de tilbragte ofte tid sammen, og Johansson betragtede Dorothy som sin  bedste ven. Hun tog lektioner i stepdans og udtaler, at hendes forældre støttede hendes karrierevalg. Hun har beskrevet sin barndom som meget almindelig.
Som barn øvede hun skuespil ved at stirre i spejlet, indtil hun fik sig selv til at græde og ville være som Judy Garland i Mød mig i St. Louis. Hun meldte sig ind på Lee Strasberg Theatre Institute og begyndte at gå til audition til reklamer. Hun flyttede sit fokus til film og teater og havde sin første sceneoptræden i off-Broadway-skuespillet Sophistry med Ethan Hawke, hvor hun havde to replikker. Omkring dette tidspunkt begyndte hun at studere på Professional Children's School, en privat uddannelsesinstitution for håbefulde børneskuespillere på Manhattan.

## Skuespillerkarriere

### 1994–2002: Tidligt arbejde og gennembrud
Som niårige fik hun sin første filmdebut som John Ritters datter i fantasy-komedien North. Hun fortæller, at da hun var på filmsettet, vidste hun intuitivt, hvad hun skulle gøre. Hun spillede senere mindre roller som datteren af Sean Connerys og Kate Capshaws karakterer i den mystiske thriller Just Cause (1995) og en kunststuderende i If Lucy Fell (1996). Johanssons første hovedrolle var som Amanda, den yngre søster til en gravid teenager, der stikker af fra sit plejehjem i Manny & Lo (1996) hvor hun spillede overfor Aleksa Palladino. Hendes præstation i filmen modtog positive anmeldelser. Hun fik desuden en Independent Spirit Awards-nominering for bedste hovedkvinde for rollen.
Efter at have optrådt i mindre roller i Fall og Alene hjemme 3 (begge i 1997) tiltrak hun større opmærksomhed for sin præstation i filmen Hestehviskeren (1998) med instruktør Robert Redford i hovedrollen. Baseret på 1995-romanen af samme navn af Nicholas Evans, fortæller dramaet historien om en talentfuld hestetræner, der bliver ansat til at hjælpe en skadet teenager (Johansson) og hendes hest tilbage til helbredet. Johansson modtog en "introducerende" kredit på denne film; det var hendes syvende rolle. På Johanssons modenhed beskrev Redford hende som "13 i gang med 30". Hun mente, at filmen ændrede mange ting i hendes liv, idet hun indså, at skuespil er evnen til at manipulere sine følelser.
Johansson medvirkede senere i My Brother the Pig (1999) og i Coen-brødrenes neo-noir-film The Man Who Wasn't There (2001). Hendes gennembrud kom som en kynisk udstødt i Terry Zwigoffs sorte komedie Ghost World (2001), en tilpasning af Daniel Clowes' grafiske roman af samme navn. Sammen med David Arquette optrådte hun i gyserkomedien Eight Legged Freaks (2002). Efter at have dimitteret fra Professional Children's School det år søgte hun ind på New York Universitys Tisch School of the Arts, men blev afvist og besluttede at fokusere på sin filmkarriere.

### 2003–2004: Overgang til voksenroller
Johansson skiftede fra teenager- til voksenroller med to film i 2003: det romantiske komedie-drama Lost in Translation og dramaet Pige med perleørering. I førstnævnte, instrueret af Sofia Coppola, spiller hun Charlotte, en sløv og ensom ung kone, over for Bill Murray. Coppola havde først lagt mærke til Johansson i Manny & Lo, og sammenlignet hende med en ung Lauren Bacall; Coppola baserede filmens historie på forholdet mellem Bacall og Humphrey Bogart i The Big Sleep (1946). I Peter Webbers Pige med perleørering som er baseret på romanen af samme navn af Tracy Chevalier, spillede hun Griet, en ung tjener fra det 17. århundrede i den hollandske maler Johannes Vermeers husstand (spillet af Colin Firth). Webber interviewede 150 skuespillere, før han castede Johansson.
Hun medvirkede i fem film i 2004, hvoraf tre – The Perfect Score, A Love Song for Bobby Long og A Good Woman – var kritiske og kommercielle fiaskoer.. Med i hovedrollen med John Travolta spillede hun en utilfreds teenager i A Love Song for Bobby Long, som er baseret på romanen Off Magazine Street af Ronald Everett Capps.
I sin fjerde film i 2004, animationsfilmen SvampeBob Firkant Filmen, lagde hun stemmer til prinsesse Mindy, datter af kong Neptun. Hun gik med til projektet på grund af hendes kærlighed til tegnefilm, især Ren og Stimpy. Filmen var hendes mest kommercielt succesrige udgivelse det år. Hun fulgte den med In Good Company, et komedie-drama, hvor hun spiller en ung kvinde, der komplicerer sin fars liv, når hun dater hans meget yngre chef. Anmeldelser af filmen var generelt positive og beskrev den som "vittig og charmerende".

### 2005–2009: Samarbejde med Woody Allen
Johansson spillede Nola, en håbefuld skuespillerinde, der indleder en affære med en gift mand (spillet af Jonathan Rhys Meyers) i Woody Allens drama Match Point i 2005. Efter at have erstattet Kate Winslet med Johansson for rollen, ændrede Allen karakterens nationalitet fra britisk til amerikansk. Filmen var en økonomisk succes og Johansson opnåede nomineringer til Golden Globe og Chicago Film Critics Association Award for bedste kvindelige birolle. Det år gennemgik hun en tonsillektomi (fjernelse af mandler) og spillede sammen med Ewan McGregor i Michael Bays science fiction-film The Island, i dobbeltroller som Sarah Jordan og hendes klon, Jordan Two Delta.
To af hendes film i 2006 udforskede scenemagikernes verden, begge over for Hugh Jackman. Woody Allen castede hende, Jackman og ham selv i filmen Scoop, hvor hun spillede journaliststuderende. Filmen var en beskeden verdensomspændende billetsucces, men polariserede kritikere. Hun medvirkede også i Brian De Palmas The Black Dahlia, en film noir optaget i Los Angeles og Bulgarien. Også i 2006 medvirkede hun i kortfilmen When the Deal Goes Down for at akkompagnere Bob Dylans sang "When the Deal Goes Down..." fra albummet Modern Times. Hun havde en birolle som assistent og elsker af Jackmans karakter, en aristokratisk tryllekunstner i Christopher Nolans mystiske thriller The Prestige (2006). Nolan mente, at Johansson besad "tvetydighed" og "en afskærmet kvalitet".
Hendes eneste udgivelse i 2007 var det kritisk panorerede komedie-drama The Nanny Diaries sammen med Chris Evans og Laura Linney. I 2008 spillede hun sammen med Natalie Portman og Eric Bana i The Other Boleyn Girl, som fik blandede anmeldelser.
I sit tredje samarbejde med Woody Allen, det romantiske komedie-drama Vicky Cristina Barcelona (2008), som blev optaget i Spanien, spiller hun en af kærlighedsinteresserne hos Javier Bardems karakter sammen med Penélope Cruz. Filmen var en af Allens mest indbringende og fik positive anmeldelser. Hun spillede også femme fatale Silken Floss i The Spirit, baseret på avisens tegneserie af samme navn af Will Eisner. Den fik dårlige anmeldelser fra kritikere, som anså den for melodramatisk, uoriginal og sexistisk. Johanssons eneste rolle i 2009 var som Anna Marks, en yogainstruktør, i ensemblekomedie-dramaet Han er bare ikke vild med dig. Filmen blev udgivet til lunken anmeldelser, men var en billetsucces.

### 2010–2013: Marvel Cinematic Universe og verdensomspændende anerkendelse
Johansson har stræbt efter at optræde på Broadway siden barndommen og debuterede i en genoplivning fra 2010 af Arthur Millers drama A View from the Bridge. Den foregår i 1950'erne i et italiensk-amerikansk kvarter i New York og fortæller den tragiske historie om Eddie (Liev Schreiber), der har en upassende kærlighed til sin kones forældreløse niece, Catherine (Johansson). Efter indledende forbehold over at spille en teenagekarakter, blev Johansson overbevist af en ven om at påtage sig rollen. Hun vandt Tony Award i 2010 for bedste præstation af en fremhævet skuespillerinde i et teaterstykke. Nogle kritikere og Broadway-skuespillere kritiserede prisudvalgets beslutning om at belønne arbejdet fra mainstream Hollywood-skuespillere, herunder Johansson. Som svar sagde hun, at hun forstod frustrationen, men havde arbejdet hårdt for sine præstationer.
Hun sikrede sig rollen som Black Widow i Jon Favreaus Iron Man 2 (2010), en del af Marvel Cinematic Universe, efter at Emily Blunt blev tvunget til at fravælge på grund af andre forpligtelser. I 2011 spillede hun rollen som Kelly, en dyrepasser i familiefilmen We Bought a Zoo sammen med Matt Damon. Filmen fik primært positive anmeldelser, og Anne Billson roste Johansson for at bringe dybde til en ret uinteressant karakter.
Hun lærte noget russisk af en tidligere lærer i telefonen for sin rolle som Black Widow i The Avengers (2012). Filmen blev en verdensomspændende succes. Senere samme år portrætterede hun skuespillerinden Janet Leigh i Sacha Gervasis Hitchcock, et drama bag kulisserne om tilblivelsen af Alfred Hitchcocks Psycho fra 1960.
I januar 2013 medvirkede Johansson i en Broadway-genoplivning af Cat on a Hot Tin Roof, instrueret af Rob Ashford. Den foregår i Mississippi-deltaet og undersøger forholdet i Big Daddys (Ciarán Hinds) familie, primært mellem hans søn Brick (Benjamin Walker) og Maggie (Johansson). Hendes præstation fik blandede anmeldelser. Sundance Film Festival i 2013 var vært for premieren på Joseph Gordon-Levitts instruktørdebut, Don Jon. I dette romantiske komedie-drama spillede hun den pornografiafhængige titelkarakters kæreste. Gordon-Levitt skrev rollen for Johansson, som tidligere havde beundret hans skuespilarbejde. Filmen fik positive anmeldelser, og Johanssons præstation blev fremhævet af kritikere. Claudia Puig fra USA Today anså det for at være en af hendes bedste præstationer.
I 2013 lagde Johansson stemme til karakteren Samantha, et selvbevidst computeroperativsystem, i Spike Jonzes film, Hende, og erstattede Samantha Morton i rollen. Johansson blev castet i Jonathan Glazers science fiction-film Under the Skin (2013) som et udenjordisk væsen forklædt som en menneskelig femme fatale, der forgriber sig på mænd i Skotland. Til rollen lærte hun at køre varevogn og tale med engelsk accent. Den blev udgivet til generelt positive anmeldelser, med særlig ros til Johansson.

### 2014–2020: Blockbuster-film og kritikerros
Johansson fortsatte sit arbejde i Marvel Cinematic Universe og gentog sin rolle som Black Widow i Captain America: The Winter Soldier (2014). I filmen slår hun sig sammen med Captain America (Chris Evans) og Falcon (Anthony Mackie) for at afsløre en sammensværgelse inden for S.H.I.E.L.D., mens hun står over for en mystisk snigmorder kendt som vintersoldaten. Johansson og Evans skrev deres egen dialog til flere scener, de havde sammen. Filmen var en kritisk og kommerciel succes og indtjente over $714 millioner på verdensplan.
Hun spillede en birolle i filmen Chef (2014) sammen med Robert Downey Jr., Sofía Vergara og instruktøren Jon Favreau. Den indtjente over 45 millioner dollars på verdensplan og blev godt modtaget af kritikere. I Luc Bessons science fiction actionfilm Lucy (2014) spillede hun hovedrollen som titelkarakteren, der får psykokinetiske evner, når et nootropt stof absorberes i hendes blodbane. Besson diskuterede rollen med flere skuespillerinder og castede Johansson baseret på hendes stærke reaktion på manuskriptet og hendes disciplin. Kritikere roste generelt filmens temaer, billeder og Johanssons præstation; nogle fandt plottet useriøst. IGN's Jim Vejvoda tilskrev filmens succes til hendes skuespil og Bessons stil. Filmen indtjente 458 millioner dollars på et budget på 40 millioner dollars og blev den 18. mest indtjenende film i 2014.
I 2015 og 2016 spillede Johansson igen Black Widow i MCU-filmene Avengers: Age of Ultron og Captain America: Civil War. Under optagelserne af førstnævnte blev en blanding af nærbilleder, skjulte kostumer, stuntdobler og visuelle effekter brugt til at skjule hendes graviditet. Begge film tjente mere end 1,1 milliarder dollars og er blandt de mest indtjenende film nogensinde. Tidligere i 2016 havde Johansson været med i Coen-brødrenes komediefilm Hail, Caesar! om en "fixer", der arbejder i den klassiske Hollywood-biograf, der forsøger at opdage, hvad der skete med en rollebesætning, der forsvandt under optagelserne af et bibelsk epos; Johansson spiller en skuespillerinde, der bliver gravid, mens hendes film er under produktion. Hun lagde også stemme til Kaa i Jon Favreaus live-action-tilpasning af Disneys Junglebogen og som Ash i den animerede musikalske komediefilm Syng (begge fra 2016). Det år fortalte hun også en lydbog af Lewis Carrolls lydbog Alice i Eventyrland.
Johansson spillede Motoko Kusanagi i Rupert Sanders' filmatisering fra 2017 af Ghost in the Shell-serien. Hendes næste film fra 2017 var komedien Rough Night, hvor hun spillede Jess Thayer, en af de fem venner – sammen med Kate McKinnon, Jillian Bell, Ilana Glazer og Zoë Kravitz – hvis polterabend går galt, efter at en mandlig stripper dør. I 2018 lagde hun stemmer til hunden Nutmeg i Wes Andersons stop-motion animerede film Isle of Dogs udgivet i marts og gentog sin MCU-rolle som Black Widow i Avengers: Infinity War, som fulgte den næste måned. Hun skulle spille hovedrollen i Rub & Tug, en biografisk film, hvor hun ville have spillet Dante "Tex" Gill, en transkønnet mand, der drev en massagesalon og en prostitutionsring i 1970'erne og 1980'erne. Hun droppede ud af projektet efter tilbageslag til castingen af en ciskønnet kvinde til at spille en transkønnet mand.
I 2019 gentog hun sin rolle som Black Widow i Avengers: Endgame, som er den mest indbringende film nogensinde. Hun medvirkede dernæst i Noah Baumbachs Netflix-film Marriage Story, hvor Adam Driver og hun spillede et stridende par, der ansøger om skilsmisse. Hun påtog sig også birollen som en ung drengs mor, der huser en jødisk pige i Nazityskland i Taika Waititis satire Jojo Rabbit (2019).

### 2021–nu:Black Widowog sagsanlæg
Efter et års fravær på skærmen gentog hun sin rolle som Black Widow i sin egen solo prequel-film i 2021, hvor hun også fungerede som executive producer. Det år gentog hun sin stemmerolle som Ash i efterfølgeren Sing 2.
I juli 2021 anlagde Johansson en retssag mod Disney og hævdede, at den samtidige udgivelse af Black Widow på deres streamingtjeneste Disney+ brød en klausul i hendes kontrakt om, at filmen modtager eksklusiv biografpremiere. Hun hævdede, at udgivelsen på Disney+ fritog hende for at modtage yderligere bonus fra kasseoverskud, som hun var berettiget til.
Johansson vendte tilbage til skærmen med Wes Andersons komedie Asteroid City (2023). Derudover skal hun spille med i Kristin Scott Thomas' debut som instruktør i North Star og i Project Artemis, en rumkapløbsfilm til Apple TV+, hvor hun spiller over for Channing Tatum. Hun vil også spille ligge stemmer i Transformers One, en prequel til Transformers-filmserien.

## Musikalsk karriere
I 2006 sang hun nummeret "Summertime" for Unexpected Dreams – Songs from the Stars, en non-profit samling af sange indspillet af Hollywood-skuespillere. Hun optrådte med The Jesus and Mary Chain ved et Coachella-genforeningsshow i Indio, Californien i april 2007. Året efter optrådte hun som den førende dame i Justin Timberlakes musikvideo til "What Goes Around... Comes Around", som blev nomineret til en MTV Video Music Awards for bedste video.
I maj 2008 udgav hun sit debutalbum Anywhere I Lay My Head, som består af en original sang og ti coverversioner af Tom Waits-sange og indeholder David Bowie og medlemmer fra Yeah Yeah Yeahs og Celebration. Anmeldelser af albummet var blandede. Magasinet Spin var ikke specielt imponeret over Johanssons sang. Nogle kritikere fandt det "overraskende dragende", "et modigt excentrisk udvalg", og "et genialt album" med "spøgelsesagtig magi". NME udnævnte albummet til "23. bedste album i 2008", og det toppede som nummer 126 på Billboard 200. Albummet solgte 25.000 eksemplarer på verdensplan.
I september 2009 udgav hun og singer-songwriter Pete Yorn et samarbejdsalbum, Break Up, inspireret af Serge Gainsbourgs duetter med Brigitte Bardot. Albummet nåede nummer 41 i USA.
I 2010 udgav Steel Train Terrible Thrills Vol. 1, som inkluderer deres yndlings kvindelige kunstnere, der synger sange fra deres selvbetitlede album. Hun er den første kunstner på albummet, der synger "Bullet". Hun sang "One Whole Hour" til 2011-soundtracket til dokumentarfilmen Wretches & Jabberers (2010). I 2012 sang hun på et J. Ralph-nummer med titlen "Before My Time" for slutteksterne af klimadokumentaren Chasing Ice (2012).
I 2016 medvirkede hun på to soundtrack, først med sangen "Trust in Me" fra Junglebogen, som senere blev udgivet i et remix af Idris Elba. Til animationsfilmen Syng opførte hun "Set It All Free" og "I Don't Wanna". I 2018 samarbejdede hun med Pete Yorn igen for en EP med titlen Apart, udgivet den 1. juni.

## Personligt liv
Mens hun gik på Professional Children's School datede hun klassekammeraten Jack Antonoff fra 2001 til 2002. Hun datede sin Black Dahlia-medspiller Josh Hartnett i omkring to år indtil udgangen af 2006. Ifølge Hartnett slog de op fordi deres travle tidsplaner holdt dem fra hinanden. Hun begyndte at date den canadiske skuespiller Ryan Reynolds i 2007. De blev forlovet i maj 2008 – giftede sig i september 2008 på Vancouver Island – blev separeret i december 2010 og blev skilt i juli 2011.
I november 2012 begyndte Johansson at date franskmanden Romain Dauriac, ejeren af et reklamebureau. De blev forlovet den følgende september. Parret delte deres tid mellem New York City og Paris. Hun fødte deres datter i 2014. De giftede sig den oktober i Philipsburg, Montana. De gik fra hinanden i midten af 2016 og blev skilt i september 2017. Johansson begyndte at date Saturday Night Live tekstforfatter og Weekend Update medvært Colin Jost i maj 2017. I maj 2019 blev de forlovet. De giftede sig i oktober 2020 i deres hjem i New York. Hun fødte deres søn i august 2021. Johansson er bosat i New York og Los Angeles.
I september 2011 blev nøgenbilleder af hende hacket fra hendes mobiltelefon lækket online. Hun sagde, at billederne var blevet sendt til hendes daværende mand, Ryan Reynolds, tre år før hændelsen. Efter en FBI-undersøgelse blev hackeren anholdt, erklærede sig skyldig og blev idømt ti års fængsel.
Hun har kritiseret medierne for at fremme et image, der forårsager usunde kostvaner og spiseforstyrrelser blandt kvinder. I et essay, hun skrev for The Huffington Post, opfordrede hun folk til at opretholde en sund krop. Hun poserede nøgen til coveret af Vanity Fair i marts 2006 sammen med skuespillerinden Keira Knightley og den fuldt påklædte modedesigner Tom Ford. Forsiden udløste kontrovers, da nogle mente, at det viste, at kvinder er tvunget til at fremvise deres seksualitet oftere end mænd.

### Offentlig omdømme
Nogle medier og fans kalder hende for "ScarJo", hvilket hun finder fornærmende. Hun har ingen profiler på sociale medier og har udtalt, at hun ikke ser behovet for "kontinuerligt at dele detaljer om [sin] hverdag."
Hun beskrives af medierne som et sexsymbol. The Sydney Morning Herald beskriver hende som "legemliggørelsen af mandlig fantasi". Under optagelserne til Match Point bemærkede instruktøren Woody Allen hendes tiltrækningskraft og kaldte hende "smuk" og "seksuelt overvældende". Hun har udtrykt utilfredshed med at blive seksualiseret og fastholder, at en optagethed af ens tiltrækningskraft ikke varer ved. Hun mistede rollen som Lisbeth Salander i The Girl with the Dragon Tattoo fordi filmens instruktør David Fincher fandt hende "for sexet" til rollen.
Hun rangerer højt på forskellige skønhedslister. Maxim inkluderede hende på deres Hot 100-liste fra 2006 til 2014. Hun er blevet kåret som "Sexiest Woman Alive" to gange af Esquire (2006 og 2013) og er blevet inkluderet i lignende lister af Playboy (2007), Men's Health og FHM.
Hun blev inviteret til at blive medlem af Academy of Motion Picture Arts and Sciences i 2004. Hun modtog en stjerne på Hollywood Walk of Fame i 2012.
Hun har har optrådt i reklamekampagner for Calvin Klein, Dolce & Gabbana, L'Oréal og Louis Vuitton. Siden 2009 har hun repræsenteret det spanske mærke Mango. Hun var den første Hollywood-berømthed, der repræsenterede en champagneproducent, og optrådte i reklamer for Moët & Chandon. I 2014 hyrede det israelske firma SodaStream, hende som deres globale ambassadør, et forhold, der startede med en tv-reklame under Super Bowl XLVIII den 2. februar 2014. Dette skabte en del røre, da SodaStream på det tidspunkt drev en fabrik i et israelsk besat område på Vestbredden.

### Politiske holdninger
Hun blev registreret som uafhængig i 2008. I 2004 førte hun valgkampagne for den demokratiske præsidentkandidat John Kerry i forbindelse med præsidentvalget i 2004. Da George W. Bush blev genvalgt i 2004, udtalte hun, at hun var skuffet.
I januar 2008 lavede hun valgkampagne for den demokratiske præsidentkandidat Barack Obama ved en række forskellige optrædener i Iowa bl.a. på Cornell College. Desuden holdte hun en tale på Carleton College i Northfield, Minnesota på Super Tuesday. Derudover optrådte hun i rapperens will.i.ams musikvideo "Yes We Can"; sangen var inspireret af Obamas tale efter primærvalget i New Hampshire i 2008. I februar 2012 var hun og Anna Wintour værter for en modelancering af tøj og tilbehør, hvis indtægt gik til Obamas genvalgskampagne. Hun talte til vælgerne ved det demokratiske nationale konvent i september 2012 og opfordrede til Obamas genvalg og mere engagement fra unge vælgere. Hun opfordrede kvinder til at stemme på Obama og fordømte Mitt Romney for hans modstand mod Planned Parenthood.
For at opmuntre folk til at stemme ved præsidentvalget i 2016, hvor hun støttede Hillary Clinton, optrådte hun i en reklamefilm sammen med sin Marvel Cinematic Universe-medstjerner Robert Downey Jr. og Joss Whedon. I 2017 talte hun ved Women's March i Washington og talte til Donald Trumps præsidentskab og erklærede, at hun ville støtte præsidenten, hvis han arbejder for kvinders rettigheder og stopper med at trække føderal finansiering til Planned Parenthood tilbage. Ved det demokratiske primærvalg i 2020 støttede hun Elizabeth Warren og henviste til Warren som "gennemtænkt og progressiv, men realistisk".

## Filmografi

### Film
| År   | Titel                               | Rolle                                | Instruktør                              | Bemærkning                         | Dansk billetsalg |
| ---- | ----------------------------------- | ------------------------------------ | --------------------------------------- | ---------------------------------- | ---------------- |
| 1994 | Drengestreger                       | Laura Nelson                         | Rob Reiner                              |                                    |                  |
| 1995 | Sammensværgelsen                    | Katie Armstrong                      | Arne Glimcher                           |                                    | 44.888           |
| 1996 | If Lucy Fell                        | Emily                                | Eric Schaeffer                          |                                    |                  |
| 1996 | Manny & Lo                          | Manny                                | Lisa Krueger                            |                                    |                  |
| 1997 | Fall                                | Lille pige                           | Eric Schaeffer                          |                                    |                  |
| 1997 | Alene hjemme 3                      | Molly Pruitt                         | Raja Gosnell                            |                                    | 59.019           |
| 1998 | Hestehviskeren                      | Grace MacLean                        | Robert Redford                          |                                    | 175.829          |
| 1999 | My Brother the Pig                  | Kathy Caldwell                       | Erik Fleming                            |                                    |                  |
| 2001 | The Man Who Wasn't There            | Rachel "Birdy" Abundas               | Joel Coen                               |                                    | 43.346           |
| 2001 | Ghost World                         | Rebecca                              | Terry Zwigoff                           |                                    | 5177             |
| 2001 | An American Rhapsody                | Suzanne Sandor                       | Éva Gárdos                              |                                    |                  |
| 2002 | Eight Legged Freaks                 | Ashley Parker                        | Ellory Elkayem                          |                                    | 13.629           |
| 2003 | Lost in Translation                 | Charlotte                            | Sofia Coppola                           |                                    | 123.509          |
| 2003 | Pige med perleørering               | Griet                                | Peter Webber                            |                                    | 50.894           |
| 2004 | The Perfect Score                   | Francesca Curtis                     | Brian Robbins                           |                                    |                  |
| 2004 | A Love Song for Bobby Long          | Purslan "Pursy" Hominy Will          | Shainee Gabel                           |                                    | 4164             |
| 2004 | A Good Woman                        | Meg Windermere                       | Mike Barker                             |                                    |                  |
| 2004 | SvampeBob Firkant Filmen            | Princess Mindy                       | Stephen Hillenburg                      |                                    | 495              |
| 2004 | In Good Company                     | Alex Foreman                         | Paul Weitz                              |                                    | 8396             |
| 2005 | Match Point                         | Nola Rice                            | Woody Allen                             |                                    | 214.615          |
| 2005 | The Island                          | Sarah Jordan / Jordan Two Delta      | Michael Bay                             |                                    | 57.136           |
| 2006 | Scoop                               | Sondra Pransky                       | Woody Allen                             |                                    | 17.726           |
| 2006 | The Black Dahlia                    | Katherine "Kay" Lake                 | Brian De Palma                          |                                    | 3301             |
| 2006 | The Prestige                        | Olivia Wenscombe                     | Christopher Nolan                       |                                    | 55.009           |
| 2007 | The Nanny Diaries                   | Annie "Nanny" Braddock               | Shari Springer Berman og Robert Pulcini |                                    | 13.396           |
| 2008 | Den anden søster                    | Mary Boleyn                          | Justin Chadwick                         |                                    | 15.465           |
| 2008 | Vicky Cristina Barcelona            | Cristina                             | Woody Allen                             |                                    | 98.235           |
| 2008 | The Spirit                          | Silken Floss                         | Frank Miller                            |                                    | 29.772           |
| 2009 | Han er bare ikke vild med dig       | Anna Marks                           | Ken Kwapis                              |                                    | 68.654           |
| 2009 | These Vagabond Shoes                |                                      | Scarlett Johansson                      | Instruktør og forfatter; kortfilm  |                  |
| 2010 | Iron Man 2                          | Natasha Romanoff / Black Widow       | Jon Favreau                             |                                    | 177.190          |
| 2011 | The Whale                           |                                      | Suzanne Chisholm og Michael Parfit      | Executive producer; dokumentarfilm |                  |
| 2011 | We Bought a Zoo                     | Kelly Foster                         | Cameron Crowe                           |                                    | 777              |
| 2012 | The Avengers                        | Natasha Romanoff / Black Widow       | Joss Whedon                             |                                    | 300.984          |
| 2012 | Hitchcock                           | Janet Leigh                          | Sacha Gervasi                           |                                    | 9411             |
| 2013 | Don Jon                             | Barbara Sugarman                     | Joseph Gordon-Levitt                    |                                    | 20.753           |
| 2013 | Under the Skin                      | Laura                                | Jonathan Glazer                         |                                    | 913              |
| 2013 | Hende                               | Samantha                             | Spike Jonze                             | Stemme                             | 17.023           |
| 2014 | Chef                                | Molly                                | Jon Favreau                             |                                    |                  |
| 2014 | Lucy                                | Lucy Miller                          | Luc Besson                              |                                    | 111.947          |
| 2014 | Captain America: The Winter Soldier | Natasha Romanoff / Black Widow       | Russo brødrene                          |                                    | 105.198          |
| 2015 | Avengers: Age of Ultron             | Natasha Romanoff / Black Widow       | Joss Whedon                             |                                    | 269.834          |
| 2016 | Captain America: Civil War          | Natasha Romanoff / Black Widow       | Russo brødrene                          |                                    | 182.326          |
| 2016 | Hail, Caesar!                       | DeeAnna Moran                        | Joel og Ethan Coen                      |                                    | 18.766           |
| 2016 | Junglebogen                         | Kaa                                  | Jon Favreau                             | Stemme                             | 196.467          |
| 2016 | Syng                                | Ash                                  | Garth Jennings                          | Stemme                             | 291.545          |
| 2017 | Ghost in the Shell                  | Major Mira Killian / Motoko Kusanagi | Rupert Sanders                          |                                    | 41.858           |
| 2017 | Rough Night                         | Jessica "Jess" Thayer                | Lucia Aniello                           |                                    | 51.643           |
| 2018 | Isle of Dogs                        | Nutmeg                               | Wes Anderson                            | Stemme                             | 12.305           |
| 2018 | Avengers: Infinity War              | Natasha Romanoff / Black Widow       | Russo brødrene                          |                                    | 349.097          |
| 2019 | Captain Marvel                      | Natasha Romanoff / Black Widow       | Anna Boden og Ryan Fleck                | Ukrediteret cameo                  | 215.321          |
| 2019 | Avengers: Endgame                   | Natasha Romanoff / Black Widow       | Russo brødrene                          |                                    | 558.364          |
| 2019 | Marriage Story                      | Nicole Barber                        | Noah Baumbach                           |                                    | 1594             |
| 2019 | Jojo Rabbit                         | Rosie Betzler                        | Taika Waititi                           |                                    | 54.745           |
| 2021 | Black Widow                         | Natasha Romanoff / Black Widow       | Cate Shortland                          | Executive producer                 | 10.018           |
| 2021 | Sing 2                              | Ash                                  | Garth Jennings                          | Stemme                             | 288.734          |
| 2023 | Asteroid City                       | Midge Campbell                       | Wes Anderson                            |                                    |                  |
| 2023 | North Star                          | Katherine                            | Kristin Scott Thomas                    |                                    |                  |
| 2024 | Transformers One                    | Elita One                            | Josh Cooley                             | Stemme; i produktion               |                  |
| 2024 | Project Artemis                     | Ikke-offentliggjort                  | Greg Berlanti                           | Filmer, også producer              |                  |

### TV
| År                    | Titel               | Rolle                          | Noter                                  |
| --------------------- | ------------------- | ------------------------------ | -------------------------------------- |
| 1995                  | The Client          | Jenna Halliwell                | Episode: "Pilot"                       |
| 2001                  | Anatomy of a Scene  | Hun selv                       | Episode: "Girl with the Pearl Earring" |
| 2004                  | EEntourage          | Hun selv                       | Episode: "New York"                    |
| 2005, 2006 2008       | Robot Chicken       | Flere stemmer                  | 6 episoder                             |
| 2006, 2007 2010, 2015 | Saturday Night Live | Sig selv/Værten / Flere roller | 4 episoder                             |
| 2014                  | HitRecord on TV     | Olivia                         | Episode: "Re: Games"                   |